# 高木金次
高木 金次（たかぎ かねつぐ、1898年3月20日 - 1967年6月21日）は、日本の経営者。明治生命保険社長を務めた。

## 経歴
岡山県出身。1923年に慶應義塾大学経済学部を卒業し、同年に明治生命保険に入社。1946年に常務に就任し、1958年5月に副社長を経て、1964年5月に社長に就任した。
1967年6月21日、心臓疾患のために在職中に死去。69歳没。